# Прогулянка по дошці

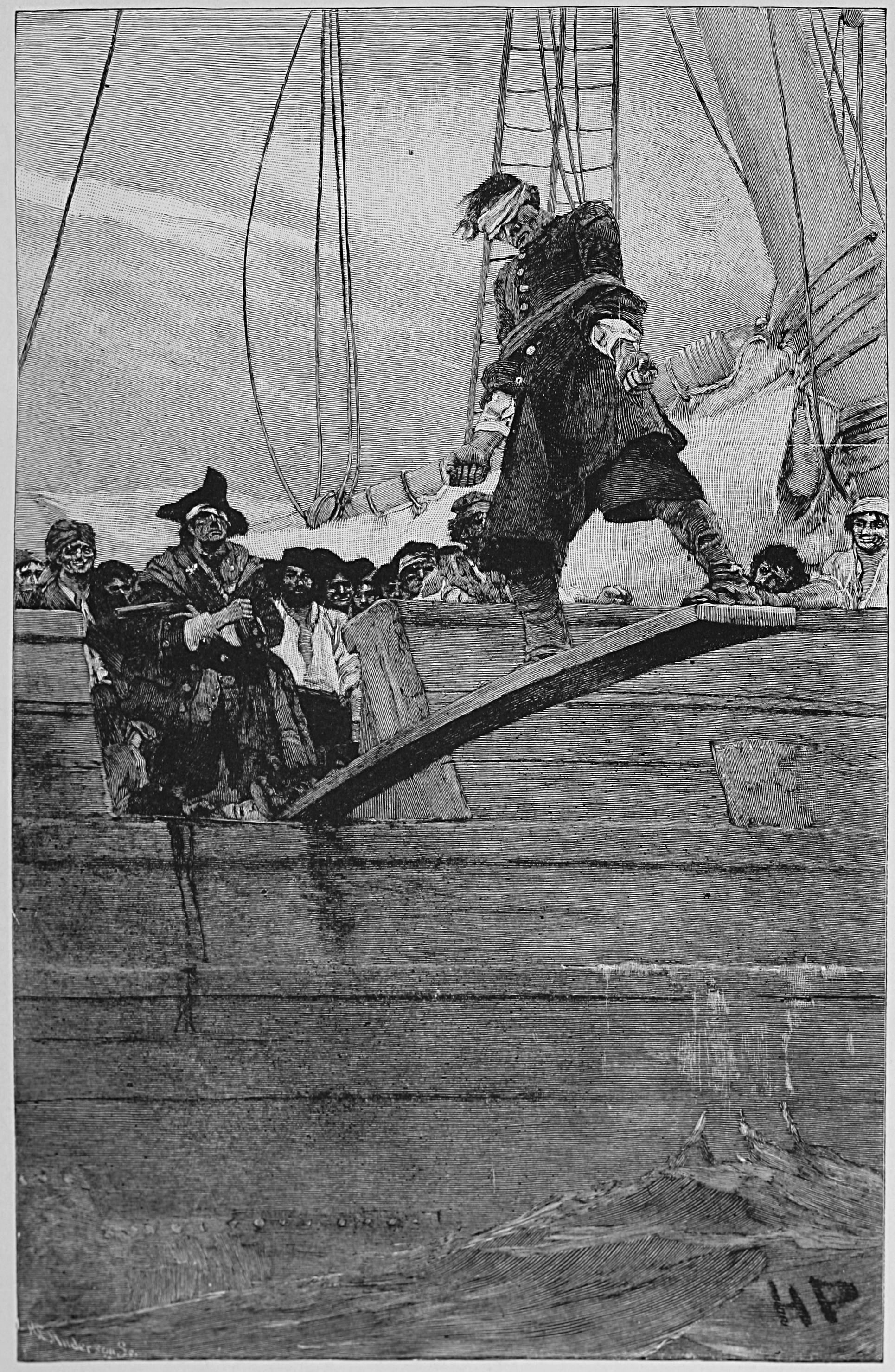
Говард Пайл, Засуджений йде по дошці

Прогулянка по дошці — вид страти, що застосовувався до піратів, бунтівників та інших злочинців. Засуджений йшов по дошці, один кінець якої був направлений у море. Впавши, він тонув, або з'їдався акулами. Найперша згадка фрази сягає другої половини XIII століття. Деякі автори стверджують, що термін «прогулянка по дошці» був вигаданий у новітній час, хоча він зустрічається вже у Френсіса Гроуза.

## Історичні випадки
У 1769 році бунтівник Джордж Вуд висповідався капелану, що він зі своїми спільниками змусив офіцерів йти по дошці.
У 1822 році Вільям Сміт, капітан британського шлюпа, змусив йти по дошці іспанського пірата зі шхуни Емануель.
Випуск The Times від 14 лютого 1829 повідомляє про захоплення піратами судна Редпол, після чого було страчено команду вищевказаним способом.
У 1829 році пірати захоплюють голландський бриг Ван Фредеріка і змушують його команду йти по дошці з прив'язаними до ніг гарматними ядрами.
«Прогулянка по дошці» відіграє велику роль в усвідомленні піратів у популярній культурі. Насправді цей вид страти застосовувався дуже рідко. Більшість піратів не розкидалися жертвами. Навіть ті, які отримували від видовища тортури задоволення (наприклад Едвард Лау), користувалися і більш тривалими методами, але таких було небагато.